# 曾偉權
曾偉權（英語：Savio Tsang Wai Kuen，1960年11月22日—2020年11月12日），香港男演員，前無綫電視、亞洲電視及香港電視網絡男藝員。

## 生平

### 早年生活
曾偉權為羅馬天主教信徒。父母生產豬油渣，上有三兄一姊，為家中么子。曾偉權在香港出生長大，祖籍廣東省惠州市。 曾先生曾形容自己小時候屬於街童，因此小學五年級時，父母就送他與年長兩歲的哥哥一同到澳門就讀軍訓式的寄宿男校慈幼中學，校規嚴格，使他吃過不少苦頭，但那段經歷亦培養出他獨立刻苦的性格。團體生活也令他日後加入電視圈時更容易與人溝通協調。雖然個性沉靜，但在學期間熱衷參加各種課外活動，凡排球、推鉛球、跳遠及標槍等。每年比賽三甲必入，是校內的運動健將。因為喜歡看電影、籌備校內話劇活動和參與樂隊演出。逐漸培養出其表演慾。曾偉權中學畢業後返港，任職於一間牆紙公司，且與父母同住在九龍大角咀。在一次茶聚期間，他的同學提議他報考藝員訓練班。曾偉權於是跟著去湊熱鬧。當時麗的電視與無綫電視同一時間招生。當他到達九龍時發現無綫招生的隊伍很長，便選擇先排麗的，之後再去報無綫，豈料人龍其實是排至麗的電視台裡面，排完出來已經五點，而無綫的招生時間於下午六點結束，但外面還有百多人在排隊。曾偉權索性放棄。

### 演藝發展
曾偉權畢業於1981-1982年麗的電視最後一期演員訓練班，與何家勁，葉玉萍是同學。其第一部出鏡的電視劇是《愛情跑道》，在大結局中客串一角，沒有台詞，只是實習性質。1982年，麗的電視台曾想在曾偉權與何家勁之間選擇演出《大將軍》男主角。因造型原因輸給何家勁，轉而被派演《琥珀青龍》，與葉玉萍同演出第二男女主角。為了加深觀眾印象，電視台於宣傳時分別形容他倆為翻版潘志文和縮水米雪。曾偉權接連參演多部劇集，嶄露頭角，於1983年憑《101拘捕令》中充滿衝勁的警察「李長仔」一角，大受歡迎。令他奪得亞視台慶夜最佳新人獎，並當選當年度的《華僑日報》十大電視明星金球獎，這也是他個人最鐘愛的角色之一。1984年，他相繼演出《霍東閣》、《武則天》等大紅劇集，再次得到十大電視明星金球獎。他在亞洲電視被列為重點栽培小生，常以主角身份出演劇集。比較突出的演出是1984年《雲海玉弓緣》和1986年《白髮魔女傳》。電視台亦有意將他與麥翠嫻塑造成螢幕情侶，在《天堂鳥》、《霍東閣》、《靈界邊緣人》等劇中多次配對合作。兩人亦曾一起擔任亞洲小姐競選表演嘉賓，並於1985年代表亞視到台灣參加金鐘獎。
曾偉權在1984年6月11日播出的劇集《十二金牌》（共30集）中曾被屬意演出岳飛之子岳雲。但後來因演員調動，本來要改演張憲，最後岳雲改由黎漢持飾演，張憲則由羅樂林頂上。而在1986年4月7日播出的《少林英雄》中，曾偉權被屬意飾演其中一位男主角，他以身體不適為由辭演，改由江華頂替。同年因紀律問題被提前一年解約，在外拍攝獨立公司製作的影帶劇，如《飛渡長城》、《禿鷹特警隊》等。後者曾於亞視播映。隨著電視台易主，曾偉權亦得以重返亞視，拍攝《霹靂神將》、《傅紅雪傳奇》等劇。1990年代，他為了事業上尋求突破，轉投無綫電視。由於無綫人才眾多、加上注重力捧制度，在擔正過幾部電視劇後，一直徘徊在三、四線間，演出多屬配角。加上觀眾對他的注意不多，至今未嘗大紅。曾偉權在1996年曾經去馬來西亞HVD邀請拍攝幾部電視劇。《人間有情天》，《柔情俠醫》是少數曾偉權擔正男一的電視劇。曾偉權在2012年曾約滿無綫後轉投香港電視網絡發展，至2015年5月、與馮素波邀請又重回無綫電視。
曾偉權演過不少角色，有主角亦有配角，主演代表作有以《雲海玉弓緣》「金世遺」、《白髮魔女傳》「卓一航」、而亮眼配角則有《師奶股神》「朱玉麟」、《女人最痛》「林加文（GM）」、《點解阿Sir係阿Sir》進興集團老大「倪鋒（Charles）」及《回到三國》「張飛」等，皆受好評。他在圈內好友甚多，例如有伍衛國和潘志文等。2019年無綫台慶劇《牛下女高音》中飾演大畫家兼保安員吳國亮（黑仔），成功演繹出為了生活而放棄夢想的唏噓及無奈，備受讚賞，再次引起注目。《使徒行者3》則為其生前最後一部電視劇。

## 逝世
曾偉權於2020年初傳出罹患肺癌，當時他已很少露面，2020年11月10日有消息指他病情惡化，再被送院治療。同年11月12日早上，曾偉權在一眾親友陪伴下，於將軍澳醫院離世，享年59歲。11月14日，與曾偉權相識多年的圈中好友鄭敬基及文雪兒分別於YouTube頻道及社交網站證實曾偉權死訊。根據曾偉權誼妹透過鄭敬基YouTube頻道所發佈之訃告，曾氏親友將不為曾氏設靈，以尊重其遺願。

## 軼聞
曾偉權是個愛犬人士，小時候每年暑假都要回家裡工廠幫忙，經常與附近聚集的三四十隻狗相處，最愛觀察牠們的一舉一動。他說很多藝人都熱愛動物，有些人會去餵街狗等，但曾偉權認為單靠餵不是辦法，所以很早以前已經開始擔任動物義工，替流浪狗做絕育放回的工作，至今收養過十多隻狗，目前飼養的5隻狗為丫B、豬古力、小吉、妹妹和多多。
他經常於個人臉書與微博發表保護貓狗的訊息，2014年8月港鐵直通車於上水站撞死唐狗「未雪」事件，曾到場抗議。9年前亦曾與宣萱一同在電視城救狗。
2011年左右為從事鋼琴教學的梁姓網友（花名「波兒」）解決養狗問題，一見如故，認她為乾妹，並出資開設琴行Twinkle Music，擔任行政總監。
2019年5月19日「誓爭《動物福利法》大遊行」曾偉權亦有參與，被訪時指香港很多虐待動物案件都獲輕判，缺乏阻嚇作用，認為應盡快立《動物福利法》。
2019年6月9日，曾偉權參與《反逃犯條例》（又稱《反送中》）大遊行，還指「香港人到大是大非時候自然會走出來」。

## 感情生活
曾偉權曾與麗的藝員訓練班同學楊雅潔相戀三年，兩人曾在劇集《雲海玉弓緣》中合作，1984年7月便因性格不合分手（同年10月一度復合）。1986年演出著名監製梅小青所製作的賀歲喜劇《滿堂紅》時，與梅小青之妹，同時也是該戲女主角梅小惠相識，雙方墮入愛河，交往13年，於1999年9月疑因馬來西亞女歌手葉麗儀介入而分手，引起軒然大波，星途大受影響。交往3年後，亦因遠距離戀愛維持不易而分手，其後一直維持單身。2019年10月，曾偉權接受明周專訪，表示對舊愛梅小惠有歉意，蹉跎了她的歲月。

## 演出作品
※重要角色以粗體字表示。

### 電視劇（麗的電視／亞洲電視）
| 年代   | 播放日期 | 劇名                              | 角色              | 對戲演員       | 備註 |
| 1982年 | 5月31日  | 琥珀青龍（30集）                  | 曲 全             | 葉玉萍         | 改編自古龍小說《白玉老虎》，角色相當於原作中的曲平。1、8、15、16無戲份                                                                               |
| 1982年 | 8月30日  | 烽火情仇（30集）                  | 余繼光            | 魏秋樺         | 戲份應集中於後15集，飾演中日混血 |
| 1982年 | 9月13日  | 家春秋（26集）                    | 陳劍雲            | 陳彩雲、文雪兒 | 戲份不多 |
| 1982年 | 12月15日 | 血債血償（35集）                  | 小皇爺            | ？             | 出現於後半部。麗的電視於9月24日改名亞洲電視，此為其第一套古裝劇集                                                                                    |
| 1983年 | 1月4日   | 一江春水向東流（15集）            | 尹正華            | 容惠雯         | 飾演愛國青年 |
| 1983年 | 5月9日   | 邊緣十八（25集）                  | 周志強            | ？             | |
| 1983年 | 8月8日   | 101拘捕令（20集）                 | 李長仔            | 溫碧霞         | 因此角的成功，當選當年度十大電視明星金球獎，亦摘得亞視台慶夜最佳新人獎                                                                               |
| 1983年 | 10月3日  | 劍仙李白（20集）                  | 杜甫              | 劉松仁         | 客串18、19集 |
| 1983年 | 11月7日  | 鐵膽英雄（30集）                  | 雷破天            | 文雪兒         | 三個男主角之一 |
| 1984年 | 1月9日   | 小生也瘋狂（20集）                | 官卓然            | 蔡瓊輝、冼煥貞 | 主角，飾演樂天派的和尚 |
| 1984年 | 4月2日   | 天堂鳥（60集）                    | 韋志華            | 劉雪華、麥翠嫻 | 重頭時裝劇，首次與之後被塑造成螢幕情侶的劉雪華合作                                                                                                   |
| 1984年 | 7月23日  | 霍東閣（30集）                    | 盧雨亭            | 麥翠嫻         | |
| 1984年 | 8月6日   | 武則天（40集）                    | 明崇儼            | 馮寶寶         | 21集之後代替毆妻被捕的劉永演出 |
| 1984年 | 10月29日 | 雲海玉弓緣（25集）                | 金世遺            | 蔡倩兒、馬敏兒 | 主角。無論造型、神情都與原著的金世遺頗為神似 |
| 1985年 | 1月14日  | 八仙過海（30集）                  | 李 玄             | ?              | 85年的賀歲劇，演出1、2集的年輕李鐵柺 |
| 1985年 | 2月25日  | 靈界邊緣人（25集）                | 楊森 劉標         | 麥翠嫻         | 主角。拍劇同時，與麥翠嫻一起擔任亞洲小姐競選表演嘉賓                                                                                                 |
| 1985年 | 6月10日  | 第四代（60集）                    | 施穎聰            | 麥翠嫻         | 當年的重頭大劇，亦是亞視首部長劇，演三位男主角之一                                                                                                   |
| 1985年 | 9月2日   | 諜網迷情（？集）                  | ？                | ？             | 不確定是否有演出 |
| 1985年 | 10月14日 | 阮玲玉（20集）                    | 蔡文鴻            | 黃杏秀         | 飾演仰慕阮玲玉的年輕導演 |
| 1985年 | 12月9日  | 諸葛亮（25集）                    | 龐 統             | 鄭少秋         | 於9～21集出場。一下做主角，一下又變配角，在當年曾令他頗有怨言                                                                                        |
| 1986年 | 2月3日   | 滿堂紅（20集）                    | 年貴人            | 梅小惠、蔡倩兒 | 主角，亞視86年賀歲喜劇 |
| 1986年 | 6月5日   | 白髮魔女傳（20集）                | 卓一航            | 魏秋樺         | 男主角 |
| 1986年 | 10月6日  | 斷腸人在天涯（25集）              | 斷天涯            | 朱慧珊         | 主角 |
| 1988年 | 11月7日  | 禿鷹特警隊系列（13集）            | ？                | 關詠荷等       | 演出此系列之《殺人滅口》《血洗香江》《引火焚心》《越洋追兇》《血債血償》《地獄判官》《兩代梟雄》《雙面殺手》《殺手無情》等單元，於《第三度劇場》播出 |
| 1988年 | 12月5日  | 忍者奇兵（本名：忍者物語）（4集） | 楊警司            | 何家勁         | 台灣藝能錄像與香港亞視合拍的電視劇場系列其中一部，於《第三度劇場》播出                                                                               |
| 1989年 | 4月      | 殺戮校園（1集）                   | ？                | 葉晨           | 週六劇場的單元劇 |
| 1989年 | 8月15日  | 傅紅雪傳奇（24集）                | 樂 天             | 何佩兒         | 第二男主角，相當於古龍原作中的葉開 |
| 1989年 | 9月11日  | 皇家檔案續集（15集）              | Johnny            | 潘先儀         | 為9、10集的《黑鳳凰》單元男主角。該劇於《第三度劇場》播出                                                                                            |
| 1989年 | 10月2日  | 霹靂神將（20集）                  | 布施兒            | 黃曼凝         | 於第8～20集出場。該劇於《第三度劇場》播出 |
| 1989年 | 10月30日 | 皇家檔案電影系列（15集）          | 李大頭            | 周秀蘭         | 為第11、12集的《天涯無路》單元男主角，於《第三度劇場》播出                                                                                           |
| 1989年 | 12月19日 | 火燒紅蓮寺（12集）                | 柳 遲             | 葉玉卿         | 主角。武俠新紀元系列之一 |
| 1990年 | 4月5日   | 滿清十三皇朝之血染紫禁城（20集）  | 丁兆倫            | 周秀蘭         | 於第3～12集出場 |
| 1990年 | 11月5日  | 我係Tuna Fi（20集）               | 李志剛（Jackson） | 何美婷、麥麗紅 | 於第10～16、20集出場 |
| 1990年 | 11月8日  | 大陸鄉土系列之兩個口              | 梁老師            | 苑瓊丹         | 四個單元之三，文革時期的故事 |
| 1990年 | ？月？日 | 亦舒系列之胭脂                    | ？                | 翁虹           | 待求證 |
| 1990年 | 4月12日  | 情在亦舒之珍珠                    | ？                | 翁虹           | 一集，只客串幾分鐘 |
| 1991年 | 4月1日   | 隔離差館有隻鬼（20集）            | Richard           | 關詠荷         | 飾演關詠荷的上司 |

### 電視劇（無綫電視）
| 年代   | 播出日期 | 劇名                               | 角色                  | 合作演員 | 備註                                                          |
| 1991年 | 9月2日   | 情陷特區（20集）                   | 張耀祖                | 陳秀雯、翁杏蘭                                                                                                | 主角                                                          |
| 1991年 | 11月20日 | 卡拉屋企（227集）                  | 韓 標                 | 李婉華 | 情境喜劇，於第151-155集出場                                   |
| 1991年 | ？月？日 | 命運迷宮（15集）                   | 任志豪                | 曾華倩、黎美嫻                                                                                                | 主角；此為錄影帶劇集，於2016年經典台播出                      |
| 1992年 | 6月8日   | 破繭邊緣（20集）                   | 沈明哲                | 楊寶玲 | 客串第17～20集，飾演追求女主角的台灣刑警                      |
| 1992年 | 12月7日  | 我愛牙擦蘇（20集）                 | 梁 寬（黃飛鴻大弟子） | 張衞健、黎姿、歐陽震華、林漪娸、劉小慧、許志安、蔣志光、何寶生、關海山                                        |                                                               |
| 1992年 | 12月28日 | 九反威龍（20集）                   | 張世傑                | 邵美琪、鄭伊健                                                                                                |                                                               |
| 1992年 | ？月？日 | 水滸英雄傳（20集）                 | 宋江                  | 鐘淑慧、麥翠嫻                                                                                                | 主角；此為錄影帶劇集，未正式播出過                            |
| 1992年 | 3月17日  | 愛情戀曲之情陷夢邊緣               | 阿 維                 | 黎明、邱淑貞                                                                                                  | 單元劇，飾演黎明好友                                          |
| 1993年 | 3月29日  | 天倫（40集）                       | 康 明                 | 鍾淑慧 | 反派角色，戲份到35集                                          |
| 1993年 | 6月21日  | 金牙大狀（20集）                   | 卓一言                | 鄭丹瑞、蔡少芬                                                                                                | 飾演天才狀師                                                  |
| 1993年 | 11月30日 | 精靈酒店（20集）                   | 田中泰                | 陳松齡、梁婉靜、林其欣                                                                                        | 喜劇角色，於第5～9集出場。第20集短暫客串                      |
| 1993年 | ?月?日   | 精武五虎之雄霸天下（20集）         | 宮本進                | 江欣燕 | 反派角色；此為錄影帶劇集，曾在馬來西亞播出                    |
| 1994年 | 8月1日   | 射鵰英雄傳（35集）                 | 郭嘯天                | 梁婉靜、林嘉華                                                                                                | 客串第一集                                                    |
| 1994年 | 9月26日  | 恨鎖金瓶（20集）                   | 武松                  | 溫碧霞、郭可盈、楊羚                                                                                          | 男主角之一                                                    |
| 1994年 | 12月12日 | 南俠展昭（20集）                   | 白玉堂                | 鄧萃雯 | 第二男主角                                                    |
| 1994年 | ?月?日   | 包青天之霧鎖開封（20集）           | ?                     | 梁佩玲 | 四個單元其中之一，該劇因金超群與TVB有糾紛而被冷凍，從未播出過 |
| 1995年 | 5月1日   | 包青天之七子護京華                 | 裴傲天                | 李桂英 | 全劇共80集，於17～20集出場                                    |
| 1995年 | 5月8日   | 廉政英雌                           | 郭家安                | 商天娥、陳梅馨                                                                                                | 飾演商天娥的老公                                              |
| 1995年 | 11月9日  | 大捕快（20集）                     | 尚 進                 | 蔡少芬、樊亦敏                                                                                                | 第二男主角，反派角色                                          |
| 1996年 | 4月19日  | 武當張三丰（20集）                 | 洛峻山                | 何婉盈 | 第二男主角，飾演大俠                                          |
| 1999年 | ?月?日   | 意亂情迷                           | ？                    | 楊羚 |                                                               |
| 2000年 | 2月21日  | 楊貴妃（20集）                     | 楊國忠                | 江華、向海嵐、袁彩雲                                                                                          |                                                               |
| 2001年 | 2月10日  | 廉政追擊之盜碼追蹤                 | ？                    | 吳綺莉、成珈瑩                                                                                                | TVB每兩年和廉政公署合作的單元劇，只客串其中兩場戲             |
| 2001年 | 7月23日  | 封神榜（40集）                     | 黃飛虎                | 陳安瑩、楊婉儀                                                                                                |                                                               |
| 2001年 | 10月15日 | 尋秦記（40集）                     | 信陵君                | 古天樂、雪梨、蓋鳴暉                                                                                          | 反派角色                                                      |
| 2001年 | 10月22日 | 酒是故鄉醇（42集）                 | 裘 真 / 張梓山        | 鄧萃雯 | 於第1～5集；33～41集出場                                      |
| 2002年 | 10月14日 | 絕世好爸（20集）                   | 許承志（Ken）         | 陳慧珊 |                                                               |
| 2002年 | 12月30日 | 雲海玉弓緣（20集）                 | 董嘯天                | 高雄 | 反派角色，於8～19集出場                                       |
| 2003年 | 1月27日  | 九五至尊（20集）                   | 允禩                  | 江華 | 客串第一集                                                    |
| 2003年 | 6月2日   | 衛斯理（30集）                     | 齊 白                 | 羅嘉良、麥長青、譚小環                                                                                        | 只是引線人物，戲份不多                                        |
| 2003年 | 9月15日  | 俗世情真（30集）                   | 鄭家昌（Charles）     | 楊婉儀 | 出現於1～4集                                                  |
| 2004年 | 1月19日  | 怪俠一枝梅（20集）                 | 林天茂                | 關禮傑、馬國明                                                                                                | 反派角色，飾演壞師爺                                          |
| 2004年 | 2月9日   | 烽火奇遇結良緣（20集）             | 楊 藩                 | 馬德鐘、宣萱                                                                                                  | 反派角色，2003.05製作，於1～16集出場                          |
| 2004年 | 4月12日  | 翡翠戀曲（30集）                   | 孫勉良                | 姚樂怡 | 客串第14集                                                    |
| 2004年 | 7月19日  | 大唐雙龍傳（42集）                 | 石之軒（邪王）        | 林峰、吳卓羲、翁虹                                                                                            | 頂替受傷的吳毅將演出。於第1集、20～39集出場                   |
| 2005年 | 2月14日  | 西廂奇緣（20集）                   | 八皇爺                | ？ |                                                               |
| 2005年 | 3月14日  | 御用閒人（20集）                   | 索洛圖                | 湯盈盈 | 2004年7月製作，戲份只到第4集，反派角色                        |
| 2005年 | 3月28日  | 鄭板橋（25集）                     | 雍正帝                | 陳松齡 | 此劇製作於2001年10月                                          |
| 2005年 | 4月11日  | 學警雄心（32集）                   | Jimmy                 | ？ | 客串女教官的醫生男友，戲份少                                  |
| 2005年 | 6月21日  | 奪命真夫（又名：疊影危情）（20集） | 游尚志（Raymond）     | 伍詠薇 |                                                               |
| 2005年 | 7月31日  | 窈窕熟女（26集）                   | 古壽源博士            | ？ | 客串第9集                                                     |
| 2005年 | 10月17日 | 胭脂水粉（30集）                   | 祝有成                | 向海嵐 | 於1～4集出場                                                  |
| 2005年 | 10月24日 | 阿旺新傳（32集）                   | 宋智煥（Charles）     | ？ |                                                               |
| 2005年 | 11月28日 | 本草藥王（25集）                   | 嘉靖皇帝              | ？ | 客串第15集                                                    |
| 2006年 | 1月31日  | 施公奇案（20集）                   | 任平生（外號金狐狸）  | 楊怡 | 製作於2005年3月，於7～9集的《珠鏈失蹤案》出場                 |
| 2006年 | 4月17日  | 女人唔易做（22集）                 | 馬世軒（Pluto）       | 羅慧娟、鄧萃雯                                                                                                |                                                               |
| 2006年 | 11月20日 | 賭場風雲                           | 宋 程                 | 苗僑偉 、 歐陽震華\|\|年輕時由嘉浚飾演，世界排名第26，因謀殺對手成為通緝犯，於第四集在公海與喬正初賭showhand! |                                                               |
| 2007年 | 1月25日  | 蕭十一郎（20集）                   | 楊開泰                | 邵美琪 | 該戲製作於2001.07                                             |
| 2007年 | 06月11日 | 緣來自有機（20集）                 | 陳德堅                | ？ |                                                               |
| 2007年 | 07月3日  | 我外母唔係人（20集）               | 海 哥                 | ？ | 喜劇角色                                                      |
| 2007年 | 10月8日  | 通天幹探（37集）                   | 鍾國邦                | ？ | 飾演督察，男主角韋晉龍的上司                                  |
| 2007年 | 12月3日  | 建築有情天（20集）                 | Matt                  | ？ |                                                               |
| 2008年 | 1月21日  | 秀才愛上兵（20集）                 | 蘇鎮東                | 黎耀祥、馬浚偉                                                                                                | 反派角色                                                      |
| 2008年 | 03月17日 | 古靈精探（25集）                   | 羅方歌                | ？ | 於14～19集的《程蕙芳命案》出場，飾演變態整容醫生              |
| 2008年 | 05月19日 | 法證先鋒II（30集）                 | 許立仁（Matt）        | 陳芷菁 | 第5～8集出場                                                  |
| 2008年 | 05月26日 | 師奶股神（21集）                   | 朱玉麟                | 湯盈盈 | 喜劇角色                                                      |
| 2008年 | 09月22日 | 少年四大名捕（25集）               | 趙 昌（齊王）         | ？ | 2007年7月製作                                                 |
| 2008年 | 10月27日 | 東山飄雨西關晴（30集）             | 梁山根                | 馬德鐘 | 反派角色，戲份到第19集                                        |
| 2009年 | 6月1日   | ID精英（30集）                     | 羅sir                 | ？ | 只客串出場第30集開頭57秒；該劇製作於2008年3月                 |
| 2009年 | 09月21日 | 蔡鍔與小鳳仙（20集）               | 梅蘭芳                | ？ |                                                               |
| 2009年 | 10月19日 | 富貴門（39集）                     | 馬狄勤（Matthew）     | 郭可盈 |                                                               |
| 2010年 | 1月11日  | 五味人生（25集）                   | 關照星                | 關詠荷、米雪                                                                                                  | 客串性質的角色                                                |
| 2010年 | 03月8日  | 秋香怒點唐伯虎（20集）             | 朱宸濠（寧王）        | 楊卓娜、陳法拉                                                                                                |                                                               |
| 2010年 | 02月22日 | 女王辦公室（80集）                 | 曾律師（大狀）        | ？ | 2009年2月製作                                                 |
| 2010年 | 05月3日  | 掌上明珠（30集）                   | 何祥發                | 林保怡 | 反派角色，於第1、6、11～17、26集出場                          |
| 2010年 | 05月24日 | 談情說案（25集）                   | 麥正樑（Stanley）     | 汪琳 | 飾演變態外科醫生，戲份到第20集                                |
| 2010年 | 07月26日 | 女人最痛（20集）                   | 林加文（GM）          | 江美儀 |                                                               |
| 2010年 | 11月1日  | 刑警（30集）                       | 陸志忠                | 黃梓瑋 | 2009年9月製作，於4～6集的《小童乾屍案》出場，飾演拾荒怪人     |
| 2010年 | 11月29日 | 囧探查過界（20集）                 | 裴 強                 | 宋熙年、簡慕華                                                                                                | 製作於2009年6月，客串《片場鬧鬼殺人案》10、11集（只出現兩幕） |
| 2011年 | 03月7日  | 女拳（32集）                       | 董 銘                 | 姜大衞 | 於8、11、14～18、23、24集出場，戲份不多                       |
| 2011年 | 03月8日  | 布衣神相（30集）                   | 諸葛半                | 林峰、林文龍                                                                                                  | 於4～28集出場，有孝心的反派角色。                             |
| 2011年 | 04月4日  | 洪武三十二（30集）                 | 徐輝祖（魏國公）      | 馬德鐘 |                                                               |
| 2011年 | 04月18日 | 點解阿Sir係阿Sir（30集）           | 倪 鋒（Charles）      | 朱慧敏 |                                                               |
| 2011年 | 05月30日 | 怒火街頭（20集）                   | 任灝天                | 龔嘉欣、潘芳芳                                                                                                | 於8～11集的《任圓圓死亡案》出場                               |
| 2011年 | 08月29日 | 蓋世孖寶（又名：肝膽崑崙）（20集） | 歐陽朔                | 蘇玉華 | 該戲製作於2005.05                                             |
| 2011年 | 10月10日 | 法證先鋒III（30集）                | 莊漢樺                | 黎耀祥 | 客串第一集                                                    |
| 2012年 | 1月3日   | 換樂無窮（20集）                   | 葉 源                 | 石天欣 | 客串                                                          |
| 2012年 | 03月19日 | 當旺爸爸（20集）                   | 李國銘（犀利Sir）     | 劉倩婷 、鍾嘉欣                                                                                               | 飾演重案組高級督察；於第3集出場；第9集起，為鍾嘉欣上司        |
| 2012年 | 06月24日 | 飛虎（13集）                       | 葉樹輝（媽打）        | 姚瑩瑩 | 飾演飛虎隊副指揮官，為馬德鐘副手                              |
| 2012年 | 07月2日  | 護花危情（20集）                   | 潘國誠（潘sir）       | 張松枝、黃宗澤                                                                                                | 飾高級警司，戲份不多                                          |
| 2012年 | 07月9日  | 回到三國（25集）                   | 張飛（張翼德）        | 林峯、馬國明、李國麟、歐瑞偉                                                                                  | 2011年3月製作                                                 |
| 2012年 | 10月22日 | 名媛望族（40集）                   | 潘學祈                | 劉松仁 | 飾演主角鐘卓萬之助理                                          |
| 2013年 | 04月18日 | 凶城計中計（20集）                 | 朱 旻                 | 岳華 | 反派角色                                                      |
| 2014年 | 03月17日 | 叛逃（前名：ATF反恐）（25集）      | Professor King        | 李國麟 | 於第21～25集的《生化襲擊》登場，反派角色                      |
| 2016年 | 11月20日 | 致命復活                           | 武振南                | 郭晉安、萬綺雯、黃德斌                                                                                        | 越南華僑／工人，反派角色 於第1集出場                          |
| 2017年 | 1月2日   | 味想天開                           | 奕 王                 | | 於第19～25集出場                                              |
| 2017年 | 2月6日   | 親親我好媽                         | 高 仁                 | 呂慧儀、譚真一                                                                                                |                                                               |
| 2017年 | 9月24日  | 雜警奇兵                           | 曹快樂                | |                                                               |
| 2017年 | 10月30日 | 降魔的                             | 宋日基                | | 《世界灵距离》节目主持之一 于第2，4，8集出場                  |
| 2018年 | 2月18日  | 三個女人一個「因」                 | 阮驊冠                | |                                                               |
| 2018年 | 4月2日   | 逆緣                               | 唐俊興                | |                                                               |
| 2018年 | 5月21日  | 宮心計2深宮計                      | 武攸暨                | 陈炜 | 陈炜第二任相公                                                |
| 2018年 | 6月25日  | 天命                               | 愛新覺羅·永璇         | |                                                               |
| 2018年 | 10月8日  | 跳躍生命線                         | 何詠倫                | 馬德鐘 |                                                               |
| 2018年 | 11月12日 | 兄弟                               | 陳 來                 | |                                                               |
| 2019年 | 10月7日  | 牛下女高音                         | 吳國亮（黑仔）        | 張振朗、鍾景輝、黃心穎、吳岱融、蔣志光、歐瑞偉、鄭敬基、龔慈恩、韋家雄、曾航生、羅冠蘭、車婉婉、何雁詩        | 主演                                                          |
| 2019年 | 10月14日 | 解決師                             | 敖熙辰後父            | 葉凱茵 | 于第一集出场                                                  |
| 2020年 | 2月17日  | 法證先鋒IV                         | 顧永健                | | 單元角色；飾演游泳教練 于第24集《女學生橫屍引水道》出場       |
| 2020年 | 11月16日 | 使徒行者3                          | 任尚宇                | 龔慈恩 | 飾演投訴及內部調查科總警司；於第3～6集出場                    |

### 電視劇（香港電視網絡）
| 年代   | 播放日期 | 劇名           | 角色             | 對手演員                       | 備註                                     |
| 2014年 | 11月19日 | 選戰           | 陸偉陶           | 廖啟智                         | 男配角，戲份到第4集，該戲製作於2014年7月 |
| 2014年 | 12月12日 | 來生不做香港人 | 張國祥           | 劉美君、林利、張可頤           | 第二男主角，該劇製作於2012年10月         |
| 2015年 | 1月16日  | 童話戀曲201314 | 葉 明            | ？                             | 男配角，飾演導演，該劇製作於2012年6月    |
| 2015年 | 5月12日  | 歲月樓情       | 丁日南（Victor） | 黃日華、關寶慧、林利、姜皓文等 | 第四男主角，該劇製作於2013年5月          |
| 2015年 | 6月15日  | 末日+5         | 財政司司長       | ？                             | 客串，該戲製作於2014年1月                |

### 電視劇（台灣中視）
| 年代   | 播出日期 | 劇名               | 角色   | 對手演員 | 備註   |
| 1995年 | ？月？日 | 情濃半生緣（35集） | 林家展 | 傅娟     | 男主角 |

### 電視劇（中國電視劇）
| 年代   | 播放日期 | 劇名                | 角色   | 合作演員       | 備註                                                   |
| 1996年 | ？月？日 | 紐約風暴（20集）    | 方宗華 | 陳紅           | 時裝警匪動作劇；飾演反派角色，於第10～19集出場         |
| 1998年 | ？月？日 | 100分的男人（30集） | 蔣玉成 | 伍詠薇         | 反派角色                                               |
| 2001年 | 6月1日   | 飛越太平洋（20集）  | 任汝生 | 龔慈恩、趙明明 | 1998年製作，廣州影視頻道推出，以移民加拿大的女性為主軸 |
| 2022年 |          | 平湖往事            |        |                | 2018年拍攝                                             |

### 山水影視（馬來西亞劇）
| 年代   | 播放日期 | 劇名             | 角色   | 合作演員       | 備註                                                                         |
| 1988年 | ？月？日 | 特警群英（20集） |        | 陳秀珠、莊靜而 |                                                                              |
| 1988年 | ？月？日 | 芭山恩仇（10集） | 王官濤 | 楊盼盼、陳莉萍 | 劇集精緻用心，但山水影視拍攝此劇到一半，便因預算控制不佳，負債累累而宣告倒閉 |

### HVD電視劇（馬來西亞劇）
| 年代   | 播放日期 | 劇名                   | 角色   | 合作演員     | 備註 |
| 1996年 | ？月？日 | 人間有情天（10集）     | 趙仲華 | ？           |      |
| 1996年 | ？月？日 | 柔情俠醫（22集）       | 康力仁 | 葉麗儀       | 主角 |
| 1997年 | ？月？日 | 破曉（31集）           | 利玉書 | 陳寶儀、江毅 |      |
| 1999年 | ？月？日 | 現代婚姻啟示錄（？集） |        |              |      |

### 電視劇（銀鳳影業）
| 年代   | 播放日期 | 劇名             | 角色 | 對戲演員 | 備註                         |
| 1988年 | ？月？日 | 飛渡長城（10集） | ？   | 蔡瓊輝   | 此為錄影帶劇集，未正式播出過 |

### 電影
| 年代   | 上映日期 | 片名                                   | 角色   | 對手演員       | 備註                                   |
| 1988年 | 3月10日  | 暴風女（又名《師姐威水》）             | 石 輝  | 于芷蔚         | 出品公司：金富城                       |
| 1989年 | 4月14日  | 火爆行動                               | 沙田友 | 周秀蘭         | 反派角色；出品公司：嘉氏影業           |
| 1995年 | 4月5日   | 舔血人物                               | 方志英 | 鄧浩光、張雷   | 馬來西亞電影，導演為袁錦添，驚悚恐怖片 |
| 1997年 | ？月？日 | 最後一個乘客                           | ？     | 林淑賢         | 馬來西亞電影，導演為游達志。           |
| 2000年 | ？月？日 | 死亡陷阱（又名《死角陷阱》、《死局》） | ？     | 李秀媚、黃祖兒 | 導演為游達志，小製作電影。             |
| 2018年 | 8月28日  | 柏拉圖的夏天                           |        | 楊逸嘉、李心博 | 兼任監製 中國大陸電影，郭奕東導演      |

### 電視電影
| 年代   | 播出日期 | 片名             | 角色               | 對手演員       | 備註                                           |
| 1992年 | ？月？日 | 群星會           | 殺人王督察Alex Lee | 張衛健         | 客串開頭，無綫電視製作播出                     |
| 1996年 | 11月17日 | 江湖戀曲         | 趙家強             | 陳法蓉、林文龍 | 第二男主角                                     |
| 2003年 | ？月？日 | 傷城故事之可不可 | 鄺姓政府工程師     | 鄭子誠         | 《向生命致敬》系列之一，飾演向主角傳福音的角色 |

### 網絡電影
| 年代   | 播出日期 | 片名               | 角色     | 對手演員 | 備註 |
| 2016年 | ？月？日 | 仙醫神廚           | 八阿哥   |          |      |
| 2017年 |          | 超能少年之宿命之战 | 何雲天   |          |      |
| 2018年 |          | 绝命赌侠           | 武藤山上 |          |      |

### 廣播劇（香港電台）
| 年代   | 播放日期        | 劇名     | 角色   | 合作演員                       | 備註               |
| 2001年 | 1月15日～5月1日 | 雍正皇帝 | 俞鴻圖 | 黃秋生、張國強、李學斌、梁思浩 | 飾演仗義直言的好官 |

### 其他
| 年代   | 播出日期              | 片名                     | 角色                | 對手演員              | 備註                                                                             |
| 1987年 | 4月11日               | 小說家族之真相           | 祖 民（製衣廠老闆） | 李殿朗、葉進          | 於香港電台播出                                                                   |
| 1989年 | 7月17日（劇集開播日） | 廉政先鋒第13集《巴士銀》 | ？（廉署調查員）    | 江華 黎耀祥、黃一飛等 | 廉政公署拍攝的電視劇，於香港無綫播出，取材自當年中巴錢箱偷竊及巴士司機編更貪污案 |
| 2004年 | 1月17日               | 賭海迷徒2004之父債子還   | 阿 釗               | 馮曉文、蔡國慶        | 香港電台製作                                                                     |

### 曾獲獎項
- 亞視台慶夜最佳新人獎（1983年）
- 《華僑日報》十大電視明星金球獎（1983年）
- 《華僑日報》十大電視明星金球獎（1984年）